# Шлемовиден салеп
Шлемовиден салеп (Orchis militaris) е вид многогодишно растение от семейство Орхидеи (Orchidaceae).

## Описание
Шлемовидният салеп е тревисто растение с 2 яйцевидни или елипсовидни грудки. Стъблата са едри, високи 20 – 50 см, оцветени в горната си част в пурпурен цвят. Устната е дълбоко триделна, с антропоморфна форма (прилича на малко човече). В основата си е бяла, с пурпурни точки, а страничните дялове са наситено пурпурни, контрастиращи на светлия шлем. Шпората е тънка, цилиндрична, ориентирана надолу. Насекомоопрашващо се растение.

## Разпространение
Видът е разпространен в цяла Европа, простирайки се на север до Южна Швеция, но е доста рядък в средиземноморските райони. Изключително рядък е във Великобритания, заради което е защитен вид, среща се само в природния резерват Рекс Греъм в Съфолк.
В България се среща в Странджа. Видът е включен в Червена книгата на България и в Червения списък на българските висши растения с категория „Застрашен“.